# Franziskanerkloster Kempen

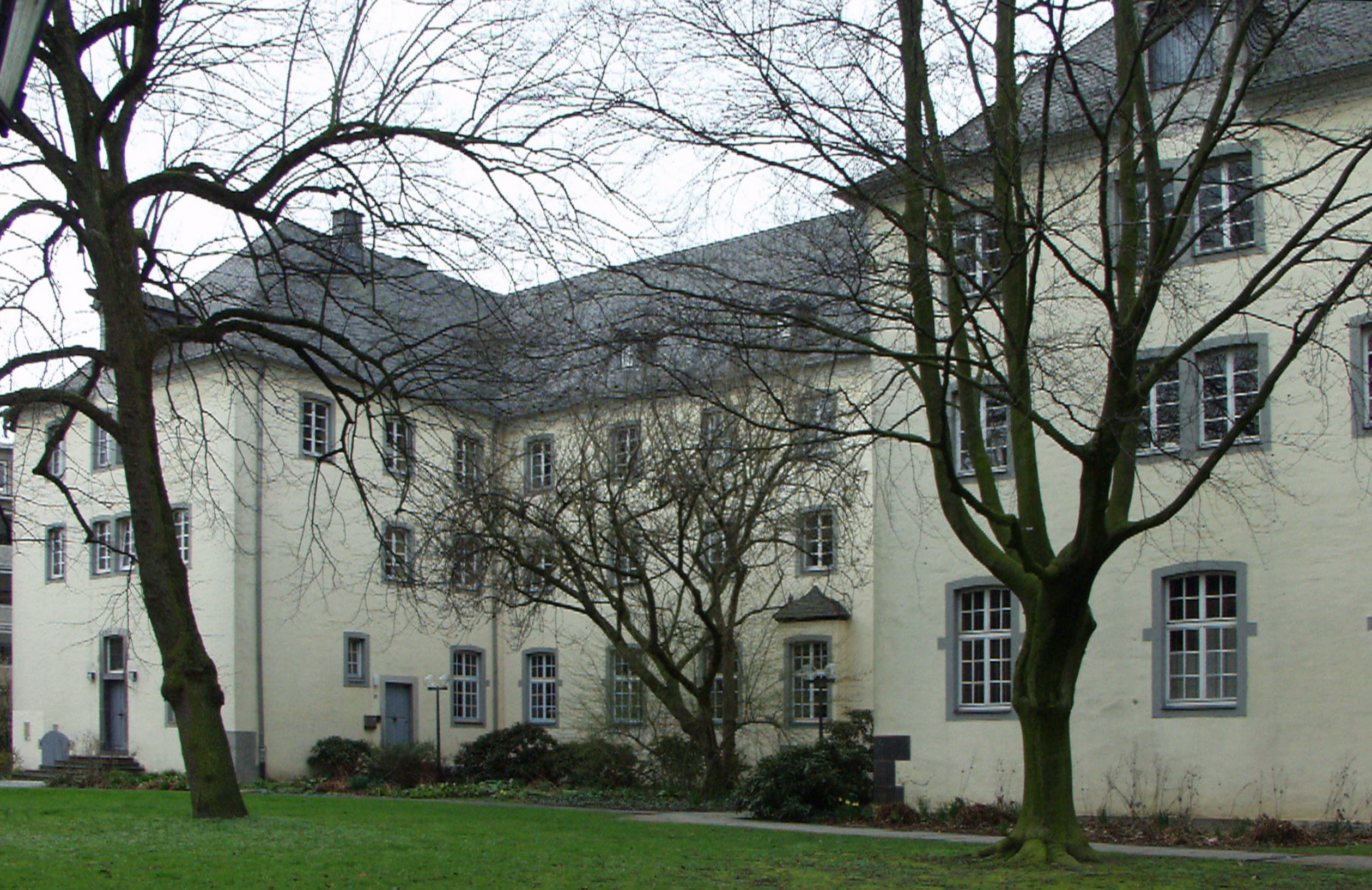
Das ehemalige Franziskanerkloster in Kempen

Das Franziskanerkloster Kempen ist ein säkularisiertes Kloster in Kempen am unteren Niederrhein. Es bestand von 1624 bis zu seiner Auflösung 1802.

## Geschichte
Die Gründungsgeschichte des Franziskanerklosters Kempen ist aus erhaltenen zeitgenössischen Chroniken detailliert bekannt. Zu den wichtigsten Quellen hierzu zählen die Stadtgeschichte des Johann Wilmius, der selbst in die Gründung involviert war, die Pfarrchronik Kempens im Kempener Stadtarchiv sowie die sogenannten Provinzannalen, die mit dem Nachlass Binterims in die Düsseldorfer Universitätsbibliothek gelangten. Das Stadtarchiv Düren beherbergt darüber hinaus eine Chronik der Kölner Ordensprovinz, welche mutmaßlich von Pater Jakob Polius verfasst wurde.

### Vorgeschichte
Nach sporadischen Besuchen von Brüdern des Franziskanerordens der strengen Observanz aus dem bereits 1488 gegründeten Kloster im westfälischen Dorsten, die zur Seelsorge an den Niederrhein kamen, wurde 1624 ein eigenes Kloster in Kempen gegründet. Unterstützt wurden die Observanten dabei von dem Kölner Erzbischof Ferdinand, der mit Hilfe des Ordens die von ihm initiierte Gegenreformation am Niederrhein stärken wollte.
Konkret wurden die Pläne zur Klostergründung in Kempen, als im Februar 1624 der Schlossmacher Nikolaus Halver dem 1612 gegründeten Venloer Franziskanerkloster sein Haus vermachte. Den Venloer Ordensbrüdern erschien das Gebäude in der Peterstraße, das an das Hospital grenzte, jedoch zu klein für einen Konvent, und sie lehnten das Vermächtnis des Schlossmachers ab. Auf Betreiben von Johann Wilmius, einem bischöflichen Kommissar und Beichtvater Halvers, und dem aus Kempen stammenden Franziskanerpater Edmundus Sylvius aus dem Brühler Konvent wurde Kontakt zum Vikar des Franziskanerklosters Düren, Henricus Laurentius, hergestellt. Dieser wurde am 8. Mai 1624 vom Generalkommissar der Observanten Joseph Bergaigne schriftlich beauftragt, Kontakt zum Rat der Stadt Kempen aufzunehmen. Am 31. Mai 1624 erteilte Erzbischof Ferdinand offiziell die Genehmigung zu einer Klostergründung in Kempen, wobei Pater Laurentius gleichzeitig zum ersten Superior ernannt wurde.  Laurentius bezog daraufhin mit einem weiteren Franziskaner, Bruder Adam Lammersdorf, das Halver Haus in der Peterstraße. Als vorläufiges Gebetshaus stellte die Kirche den Brüdern die Hospitalkapelle, die Heilig-Geist-Kapelle am Buttermarkt, zur Verfügung.

### Erste Bauphase (1624–1640)
Auch Pater Laurentius war das Haus des Schmieds jedoch zu klein und für die Bedürfnisse einer Ordensniederlassung ungeeignet. Die Observanten veräußerten das Haus in der Peterstraße daher und erwarben aus dem Erlös und mit zusätzlichen Spendengeldern am 11. August 1624 für 700 Taler den Katharienenhof, ein geräumigeres Haus, das der Abtei Gladbach gehörte. Mit Hilfe weiterer Spendengelder und mit der finanziellen Unterstützung des Kölner Erzbischofs wurde Baumeister Leonard Latom aus dem Marktflecken St. Thönis, dem heutigen Tönisvorst, mit dem Bau eines Konvents beauftragt. Bereits am 25. November 1625, dem Gedenktag der heiligen Katharina, der Schutzpatronin des Klosters, konnte mit dem Bau eines Oratoriums begonnen werden. In einem zweiten Bauabschnitt wurden unter Baumeister Jodocus zwischen 1627 und 1630 weitere Klostergebäude errichtet. Die finanziellen Mittel hierfür brachten die Observanten vornehmlich aus Vermächtnissen und Spenden wohlhabender Kleriker auf wie des Linner Pfarrers Friedrich Reinsch, der den Bau mit mehr als 2000 Talern unterstützte. Am 14. Juli 1630 konnten die Observanten aus dem Katharienenhof in die neuen Konventsgebäude ziehen.
Ab 1631 folgte in einem dritten Bauabschnitt die Errichtung einer eigenen Klosterkirche, die 1640 fertiggestellt wurde. Damit endete die erste Klosterbauphase. Neben den Konventsgebäuden mit einem Kreuzgang und der Klosterkirche mit Sakristei gehörten zur Klosteranlage ein Kapitelsaal und ein Gästehaus. Pläne oder Zeichnungen dieses ersten Franziskaner-Observanten-Klosters in Kempen sind nicht überkommen. Informationen zum Aussehen des Konvents können nur archäologisch beigebracht werden.

### Klosterkirche  (Kath. Rektoratskirche St.Katharina)

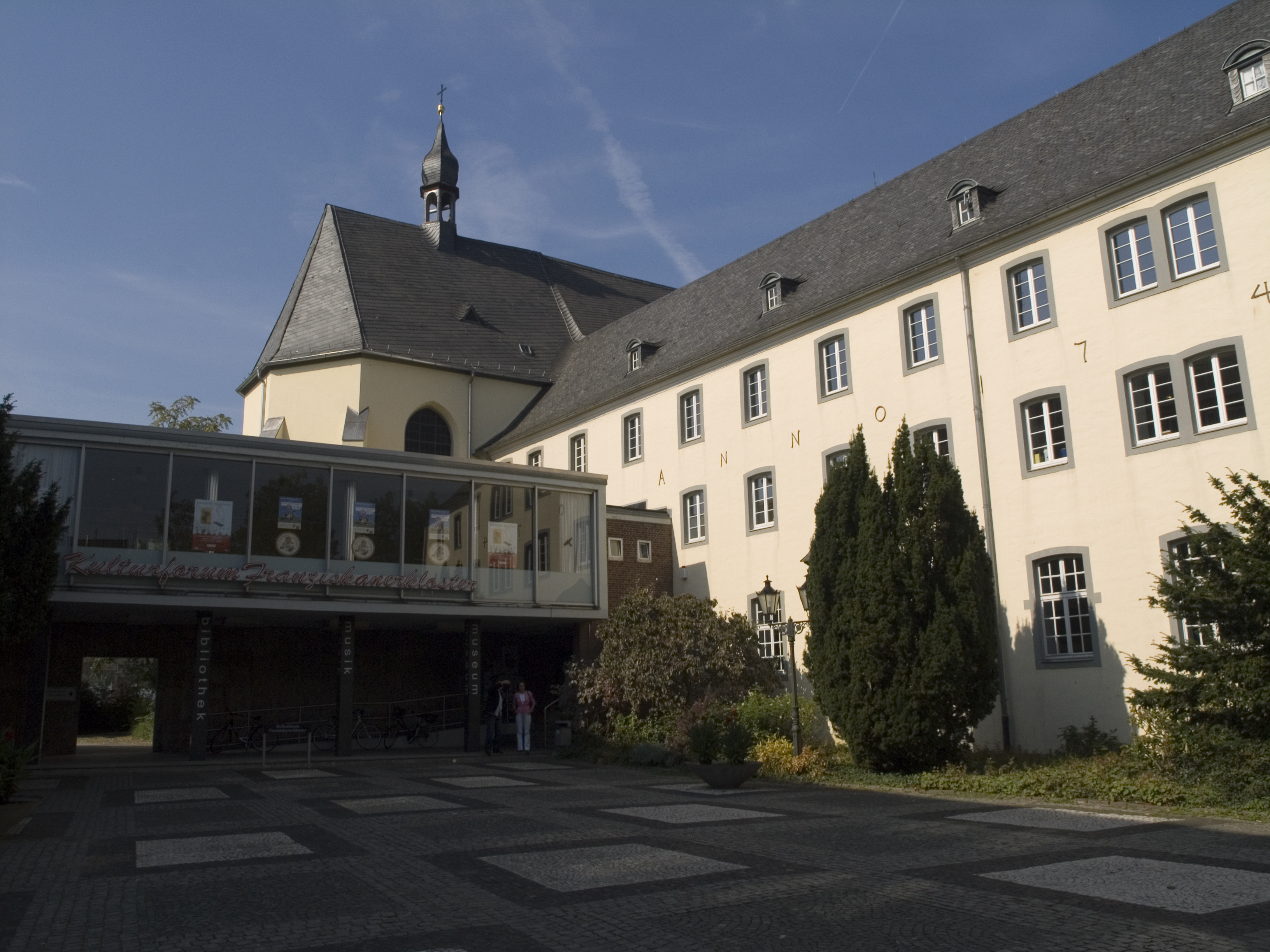
Das Franziskanerkloster Kempen, im Hintergrund die Paterskirche (2009)

Nutzten die Ordensbrüder zu Beginn ihrer Niederlassung in Kempen noch die Hospitalkapelle am Buttermarkt für ihren Gottesdienst, begannen sie 1631 mit dem Bau einer eigenen Klosterkirche, der sogenannten Paterskirche. Grundsteinlegung war der 20. Mai 1630. Durch kriegsbedingte Schwierigkeiten bei der Materialbeschaffung erfuhr der Bau mehrfache Verzögerungen. 1638 wurden die Außenarbeiten fertig, sodass nach der Winterpause im Mai 1639 mit dem Innenausbau begonnen werden konnte. Am 29. August 1640 weihte Kurfürst Franz Wilhelm von Wartenberg, Fürstbischof von Osnabrück, die Klosterkirche.
Die Paterskirche ist eine einschiffige Hallenkirche mit einem langgestreckten Chor und Kreuzgewölben. 1748 wurde sie im Stil des Barock umgebaut und durch Kurkölner Handwerker mit einer qualitätsvollen Ausstattung versehen. Zum erhaltenen barocken Inventar gehört auch der prachtvolle Hochaltar, der neben einer Marienfigur eine Skulptur der heiligen Katharina zeigt. Beide Statuen stammen aus der Werkstatt der flämischen Maler- und Bildhauerfamilie Quellinus.
Im Zuge der durch die Franzosen angeordneten Auflösung des Konvents im Jahre 1802 wurde auch die Klosterkirche säkularisiert. Bereits zwei Jahre später konnte das Gebäude als katholische Rektoratskirche St. Katharina erneut konsekriert werden.

### Zweite Bauphase (1746–1748)
In der Mitte des 18. Jahrhunderts befand sich die Bausubstanz der Klosteranlage in einem desolaten Zustand. Bei einem Besuch Clemens Augusts I. am 5. bis 11. August 1745 in Kempen sagte der Kurfürst finanzielle Unterstützung für eine Modernisierung der baufällig gewordenen Klostergebäude zu. Nach einem Teilabriss erfolgte 1746 bis 1748 ein gänzlicher Neubau im Stil des Barock. Verantwortlicher Baumeister war Hermann Bantes, über den nur sehr wenig bekannt ist. Zur Ausstattung des Klosters gehörten reichverzierte Stuckdecken, die sich zum Teil noch im Erdgeschoss erhalten haben und in den Räumen des Kramer-Museums zu sehen sind.

## Heutige Nutzung
Nach der Säkularisation durch die Franzosen 1802 wurden die Klostergebäude erst als Lazarett, später als Schule, Finanzamt und als Kreisverwaltung genutzt. Zeitweise war hier das Gymnasium Thomaeum untergebracht. Heute beherbergt es das städtische Kramer-Museum, die Stadtbibliothek und das Thomas-Archiv. Im Thomas-Archiv sind auch noch einige Bände aus der Bibliothek des Jacob Streidthoven vorhanden. Der am 12. August 1627 verstorbene Streidthoven war Pastor in Kempen und Leiter des Hospitals. Ihm kommt eine besondere Rolle bei der Finanzierung des ersten Klosterbaus zu. So sammelte er täglich Spenden und stiftete sein gesamtes Privatvermögen.

## Archäologie
Im Zuge einer Umgestaltung des Klosterinnenhofs wurde 1987 im Zentrum des Hofs ein Einstiegsschacht entdeckt und archäologisch untersucht. Der Schacht führte in einen 4,5 × 3,0 Meter großen gemauerten Raum, der von einem Tonnengewölbe überdeckt ist. Auf den unterirdischen Raum führen Tonrohre. Die Funktion des Raums ist unklar. Ein fehlender wasserdichter Boden lässt eine Interpretation als Zisterne vordergründig nicht zu. Denkbar wäre auch, dass es sich hierbei um einen Sickerschacht handelt. Datiert wird das Bauwerk in die Phase des Klosterneubaus von 1746/48.
Die Funde aus den archäologischen Untersuchungen befinden sich heute im städtischen Kramer-Museum und im Rheinischen Landesmuseum Bonn.

## Denkmalschutz
Der Bereich des Klosters ist ein Bodendenkmal nach dem Gesetz zum Schutz und zur Pflege der Denkmäler im Lande Nordrhein-Westfalen (Denkmalschutzgesetz – DSchG). Nachforschungen und gezieltes Sammeln von Funden sind genehmigungspflichtig, Zufallsfunde an die Denkmalbehörden zu melden.